# Kurixalus eiffingeri
Kurixalus eiffingeri és una espècie d'amfibi que viu al Japó i Taiwan.
Està amenaçada d'extinció per la pèrdua del seu hàbitat natural.